# Hiroshi Kaneda
Pour les articles homonymes, voir Kaneda.
Hiroshi Kaneda (金田宏, Kaneda Hiroshi) est un astronome amateur japonais né en 1953.
D'après le Centre des planètes mineures, il a co-découvert 705 astéroïdes avec Seiji Ueda, entre 1987 et 2000.
L'astéroïde (4677) Hiroshi porte son nom.

## Astéroïdes découverts
| (3720) Hokkaido     | 28 octobre 1987   |
| (4000) Hipparque    | 4 janvier 1989    |
| (4096) Kushiro      | 15 novembre 1987  |
| (4127) Kyogoku      | 25 janvier 1988   |
| (4155) Watanabe     | 25 octobre 1987   |
| (4215) Kamo         | 14 novembre 1987  |
| (4260) Yanai        | 4 janvier 1989    |
| (4282) Endate       | 28 octobre 1987   |
| (4284) Kaho         | 16 mars 1988      |
| (4343) Tetsuya      | 10 janvier 1988   |
| (4350) Shibecha     | 26 octobre 1989   |
| (4410) Kamuimintara | 17 décembre 1989  |
| (4454) Kumiko       | 2 novembre 1988   |
| (4455) Ruriko       | 2 décembre 1988   |
| (4494) Marimo       | 13 octobre 1988   |
| (4500) Pascal       | 3 février 1989    |
| (4631) Yabu         | 22 novembre 1987  |
| (4672) Takuboku     | 17 avril 1988     |
| (4719) Burnaby      | 21 novembre 1990  |
| (4720) Tottori      | 19 décembre 1990  |
| (4747) Jujo         | 19 novembre 1989  |
| (4774) Hobetsu      | 14 février 1991   |
| (4842) Atsushi      | 21 novembre 1989  |
| (4844) Matsuyama    | 23 janvier 1991   |
| (4863) Yasutani     | 13 novembre 1987  |
| (5005) Kegler       | 16 octobre 1988   |
| (5035) Swift        | 18 octobre 1991   |
| (5036) Tuttle       | 31 octobre 1991   |
| (5060) Yoneta       | 24 janvier 1988   |
| (5070) Arai         | 9 décembre 1991   |
| (5112) Kusaji       | 23 septembre 1987 |
| (5114) Yezo         | 15 février 1988   |
| (5125) Okushiri     | 10 février 1989   |
| (5135) Nibutani     | 16 octobre 1990   |
| (5140) Kida         | 8 décembre 1990   |
| (5146) Moiwa        | 28 janvier 1992   |
| (5147) Maruyama     | 28 janvier 1992   |
| (5172) Yoshiyuki    | 28 octobre 1987   |
| (5176) Yoichi       | 4 janvier 1989    |
| (5190) Fry          | 16 octobre 1990   |
| (5191) Paddack      | 13 novembre 1990  |
| (5193) Tanakawataru | 7 mars 1992       |
| (5205) Servián      | 11 février 1988   |

| (5212) Celiacruz     | 29 septembre 1989 |
| (5241) Beeson        | 23 décembre 1990  |
| (5328) Nisiyamakoiti | 26 octobre 1989   |
| (5354) Hisayo        | 30 janvier 1990   |
| (5355) Akihiro       | 3 février 1991    |
| (5358) Meineko       | 26 août 1992      |
| (5562) Sumi          | 4 novembre 1991   |
| (5563) Yuuri         | 9 novembre 1991   |
| (5564) Hikari        | 9 novembre 1991   |
| (5608) Olmos         | 12 mars 1993      |
| (5779) Schupmann     | 23 janvier 1990   |
| (5826) Bradstreet    | 16 février 1990   |
| (5831) Dizzy         | 4 mai 1991        |
| (5834) Kasai         | 28 septembre 1992 |
| (5856) Peluk         | 5 janvier 1994    |
| (6007) Billevans     | 28 janvier 1990   |
| (6125) Singto        | 4 février 1989    |
| (6159) Andréseloy    | 30 décembre 1991  |
| (6196) Bernardbowen  | 28 octobre 1991   |
| (6207) Bourvil       | 24 janvier 1988   |
| (6235) Burney        | 14 novembre 1987  |
| (6315) Barabash      | 11 octobre 1990   |
| (6568) Serendip      | 21 février 1993   |
| (6601) Schmeer       | 7 décembre 1988   |
| (6734) Benzenberg    | 23 mars 1992      |
| (6921) Janejacobs    | 14 mai 1993       |
| (6973) Karajan       | 27 avril 1992     |
| (7063) Johnmichell   | 18 octobre 1991   |
| (7295) Brozovic      | 22 juin 1992      |
| (7352) Hypsénor      | 4 février 1994    |
| (7708) Fennimore     | 11 avril 1994     |
| (7777) Consadole     | 15 février 1993   |
| (8031) Williamdana   | 7 mars 1992       |
| (8032) Michaeladams  | 8 mars 1992       |
| (8184) Luderic       | 16 novembre 1992  |
| (8410) Hiroakiohno   | 24 août 1996      |
| (8413) Kawakami      | 9 octobre 1996    |
| (8414) Atsuko        | 9 octobre 1996    |
| (8416) Okada         | 3 novembre 1996   |
| (8419) Terumikazumi  | 7 novembre 1996   |
| (10077) Raykoenig    | 26 octobre 1989   |
| (10118) Jiwu         | 19 octobre 1992   |
| (12370) Kageyasu     | 11 avril 1994     |